# Olyreae
Die Olyreae sind eine Tribus aus der Unterfamilie der Bambusoideae, deren Vertreter im Gegensatz zu den anderen Bambusarten nicht verholzen und eingeschlechtige Ährchen bilden. Ihr natürliches Verbreitungsgebiet liegt in Mittel- und Südamerika, in der Karibik und auf Neuguinea. Weitere Verbreitungsgebiete gibt es in Afrika, es ist jedoch unklar, ob diese natürlichen Ursprungs sind.

## Beschreibung
Die Vertreter bilden schwach oder deutlich ausgebildete, leptomorphe Rhizome. Die Halme sind krautig bis beinahe verholzend. Die Halmscheiden bilden meist keine Blattspreiten, bei Arten mit langen Halmen können jedoch Blattspreiten vorhanden sein. Den Laubblättern fehlt im Gegensatz zu den Bambusarten der anderen Tribus das äußere Blatthäutchen. Die Blattscheiden können nahe dem oder am Ende Fransen und/oder blasenähnliche Anschwellungen zeigen, meist jedoch fehlen Öhrchen oder solche Anhängsel. Die Laubblattspreite bildet einen stielähnlichen, nicht gegliederten Ansatz zur Scheide. Die Laubblattspreiten sind bleibend oder fallen früh ab, sie falten sich bei manchen Gattungen in der Nacht zusammen.
Die zusammengesetzten Blütenstände haben keine Tragblätter oder sind bei der Gattung Eremitis von einer Blattscheide umgeben. Der Blütenstand wird in einer Wachstumsperiode gebildet, Knospen an der Basis der Ährchen fehlen. Die Vertreter der Olyreae sind einhäusig. Die Ährchen sind eingeschlechtig, einblütig, zweigestaltig und haben keine Erweiterung der Ährchenachse. Ansätze eines Stempels bei männlichen und von Staubblättern bei weiblichen Blüten können auftreten. Weibliche Ährchen bilden zwei Hüllspelzen, die Deckspelze ist häutig oder häufiger ledrig, mehrnervig und außer in den Gattungen Agnesia, Buergersiochloa und Ekmanochloa unbegrannt. Die Vorspelze zeigt einige bis mehrere Adern. Die männlichen Ährchen sind meist kleiner als die weiblichen, meist fehlen die Hüllspelzen oder selten werden zwei gut entwickelte Hüllspelzen gebildet. Die Deckspelze ist häutig und dreinervig. Die Karyopse hat ein meist linealisches seltener ein punktförmiges Hilum.
Die Basischromosomenzahl beträgt x = 7, 9, 10, 11 und 12.

## Systematik und Verbreitung
Die Olyreae sind eine Tribus in der Unterfamilie der Bambusoideae. Sie sind das Schwestertaxon der tropischen und subtropischen Bambusarten der Tribus Bambuseae, und zusammen bilden sie die Schwestergruppe zur Tribus Arundinarieae der verholzenden Bambusarten der gemäßigten Zone. Damit ergibt sich innerhalb der Bambusoideae folgendes Kladogramm
|  | Arundinarieae                                         |
|  |                                                       |
|  | \| \| Bambuseae \| \| \| \| \| \| Olyreae \| \| \| \| |
|  |                                                       |
|  | Bambuseae                                             |
|  |                                                       |
|  | Olyreae                                               |
|  |                                                       |

|  | Bambuseae |
|  |           |
|  | Olyreae   |
|  |           |

Die Gattungen der Tribus Olyrieae werden drei Untertribus zugeordnet:

### Untertribus Buergersiochloinae
Die Vertreter der Buergersiochloinae (S.T.Blake) L.G.Clark & Judz. haben gefranste Laubblattscheiden. Die Blütenstände sind Rispen und die weiblichen Deckspelzen sind gegrannt. Männliche Blüten haben zwei oder drei Staubblätter. Der Tribus wird eine Gattung zugerechnet
- Buergersiochloa Pilg. mit nur einer Art:
  - Buergersiochloa bambusoides Pilg. aus dem nördlichen und östlichen Neuguinea[6]

### Untertribus Parianinae
Die Arten der Parianinae Hack. in Engler & Prantl haben eine gefranste Laubblattscheidenspitze. Die Blütenstände sind ährig. Weibliche Deckspelzen tragen keine Granne. Männliche Blüten haben drei oder sechs, selten 36 bis 40 Staubblätter. Der Tribus werden zwei Gattungen mit zusammen 36 Arten zugeordnet
- Eremitis Döll mit nur einer Art:
  - Eremitis parviflora (Trin.) C.E.Calderón ex Soderstr.: Sie kommt nur in den brasilianischen Bundesstaaten Bahia und Espírito Santo vor.[6]
- Pariana Aubl. mit etwa 35 Arten,[4] die in Mittelamerika und im tropischen Südamerika beheimatet sind.[6]

### Untertribus Olyrinae
Die Laubblattscheidenspitzen der Olyrinae Kromb. sind nicht gefranst. Die Blütenstände sind rispig oder traubig. Die Deckspelzen der weiblichen Blüten sind außer bei den Gattungen Agnesia und Ekmanochloa nicht begrannt. Männliche Blüten haben zwei oder drei Staubblätter. Der Tribus werden 18 Gattungen mit 85 Arten zugeordnet
- Agnesia Zuloaga & Judz.: Mit nur einer Art:
  - Agnesia lancifolia (Mez) Zuloaga & Judz.: Sie kommt in Kolumbien, im nördlichen Peru und nördlichen Brasilien vor.[6]
- Arberella Soderstr. & C. E. Calderón: Mit etwa sieben Arten, die von Costa Rica bis ins tropische Südamerika vorkommen.[6]
- Cryptochloa Swallen: Mit etwa acht Arten, die vom südlichen Mexiko bis ins tropische Südamerika vorkommen.[6]
- Diandrolyra Stapf: Mit drei Arten, die im östlichen Brasilien vorkommen.[6]
- Ekmanochloa Hitchc.: Mit zwei Arten, die im östlichen Kuba vorkommen.[6]
- Froesiochloa G. A. Black: Mit nur einer Art:
  - Froesiochloa boutelouoides G. A. Black: Sie kommt nur in Guyana und im nördlichen und nordöstlichen Brasilien vor.[6]
- Lithachne P. Beauv.: Mit vier Arten, die im tropischen und subtropischen Amerika beheimatet sind.[6]

- Maclurolyra C.E. Calderón & Soderstr.: Mit nur einer Art:

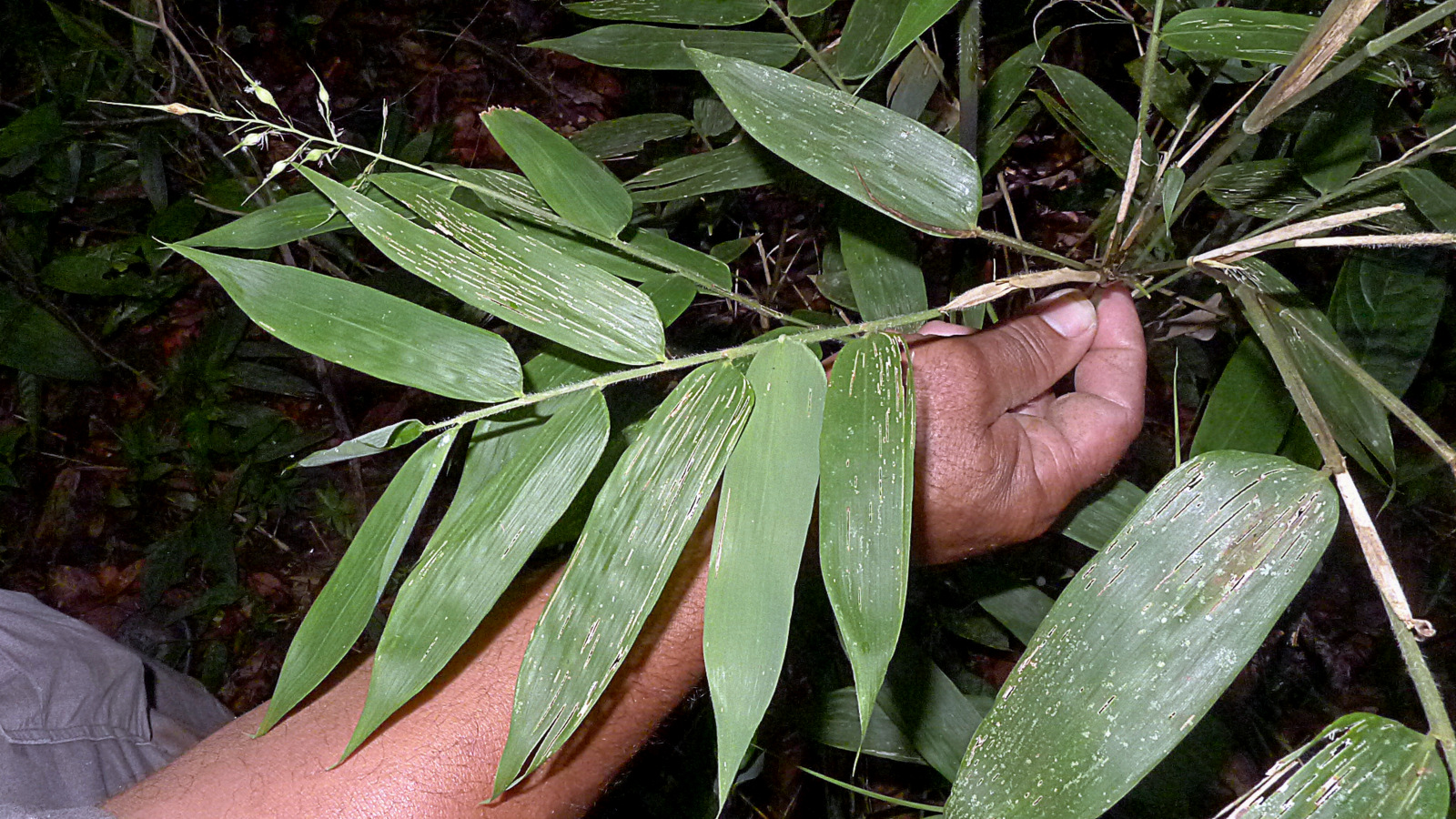
Laubblätter von Olyra latifolia

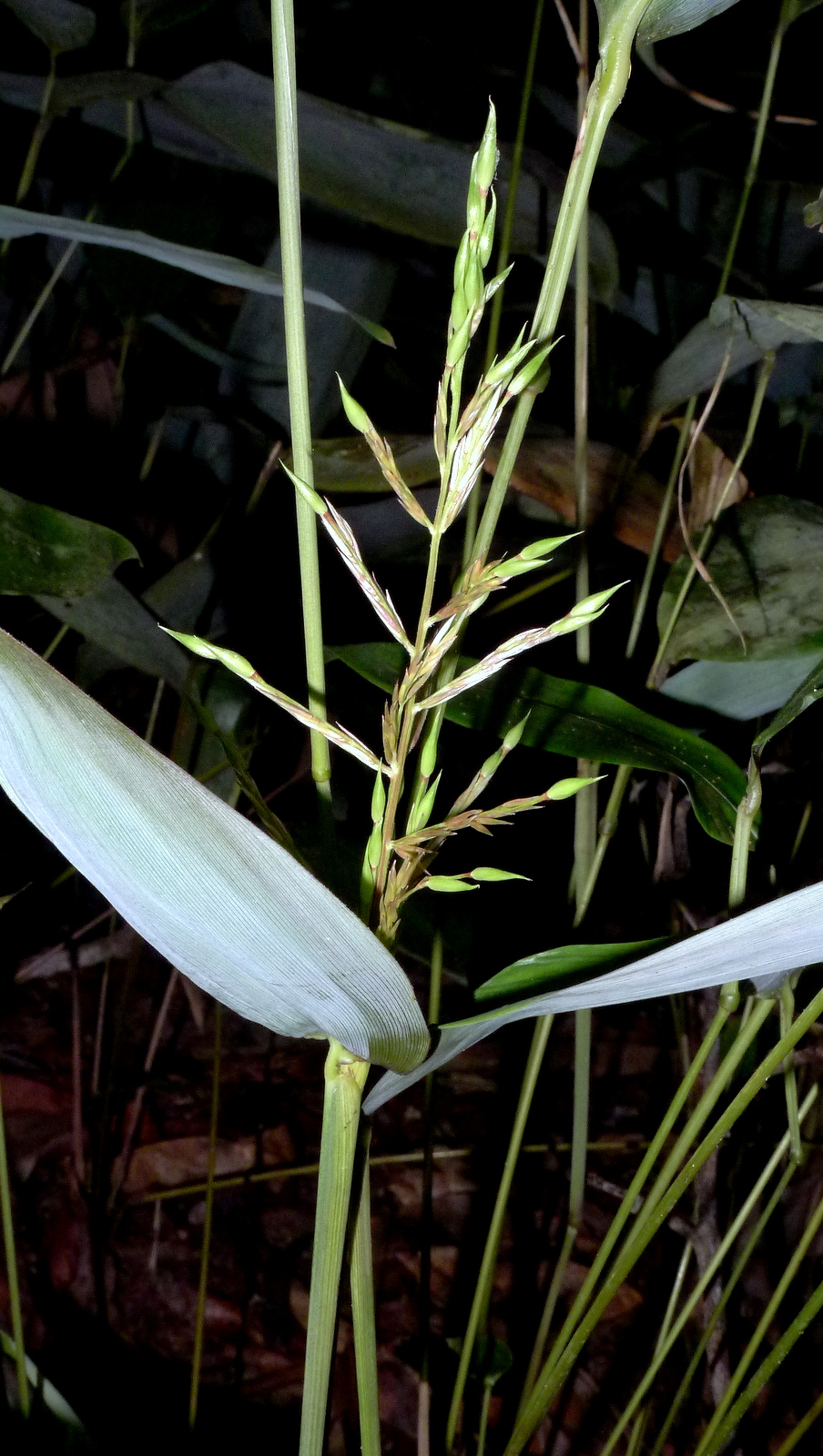
Blütenstand von Sucrea monophylla

  - Maclurolyra tecta C.E. Calderón & Soderstr.: Sie kommt in Panama und Kolumbien vor.[6]
- Mniochloa Chase: Mit nur einer Art:
  - Mniochloa pulchella (Griseb.) Chase: Sie kommt nur in Kuba vor.[6]
- Olyra L. (Syn.: Lepturopsis Steud.; Mapira Adans.): Mit etwa 24 Arten. Sie sind im tropischen und subtropischen Amerika, im tropischen Afrika, auf Madagaskar und auf den Komoren beheimatet.[6]
- Parodiolyra Soderstr. & Zuloaga: Mit etwa sechs Arten, die in Mittelamerika und im tropischen Südamerika vorkommen.[6]
- Piresia Swallen: Mit etwa fünf Arten, die von Trinidad bis ins tropische Südamerika vorkommen.[6]
- Piresiella Judz. et al.: Mit nur einer Art:
  - Piresiella strephioides (Griseb.) Judz., Zuloaga & Morrone: Sie kommt nur auf Kuba vor.[6]
- Raddia Bertol.: Mit etwa neun Arten, die von Trinidad bis Brasilien vorkommen.[6]
- Raddiella Swallen: Mit etwa acht Arten, die von Trinidad und Panama bis ins tropische Südamerika vorkommen.[6]
- Rehia Fijten: Mit nur einer Art:
  - Rehia nervata Fijten: Sie kommt vom nördlichen Südamerika bis Brasilien vor.[6]
- Reitzia Swallen: Mit nur einer Art:
  - Reitzia smithii Swallen: Sie kommt nur im südlichen und südöstlichen Brasilien vor.[6]
- Sucrea Soderstr.: Mit nur drei Arten, die im östlichen Brasilien vorkommen.[6]